# Lasiosina littoralis
Lasiosina littoralis är en tvåvingeart som beskrevs av Becker 1910. Lasiosina littoralis ingår i släktet Lasiosina och familjen fritflugor. Inga underarter finns listade i Catalogue of Life.